# KEY FOR LIFE
「KEY FOR LIFE」（キー・フォー・ライフ）は、茅原実里の楽曲。作詞：こだまさおりが作詞、藤末樹・YUMIKOが作曲を手掛けた。茅原の11枚目のシングルとして2011年2月9日にGloryHeavenから発売された。

## 概要
本曲は、自身のラジオ番組である『茅原実里のradio minorhythm』のオープニングテーマ、カップリングの「ひとりにひとつの永遠」は、同ラジオのエンディングテーマにそれぞれ起用された。茅原のシングルとしては、前作「Freedom Dreamer」から半年ぶりのリリースとなる。
10枚目のシングル「Defection」と同時発売で、自身初のシングル2枚同時リリースとなった。また、2作にはテーマがあり、本作は「ハッピーサイド」となっている。前作同様3曲入りとなっており、表題曲「KEY FOR LIFE」のPVは、湯河原町のハウススタジオで撮影された。PV、ジャケットデザインのスタイリストがデビューアルバム『HEROINE』のジャケットデザインの担当であった為、デビュー当時を思い出したと語っている。なお、製作が「Defection」の方が先に決まったので、対照的なものにするという製作テーマがあったという。
自身初となるシングル作品を引っ提げてのコンサートツアー『Minori Chihara Live Tour 2011 〜Key for Defection〜』が2011年2月12日から5月8日まで全国のライブハウス『Zepp』で開催された。

## チャート成績
2011年2月9日付のオリコン週間シングルチャートで16位を獲得。初動売上は0.8万枚であり、前作と同水準の売り上げとなった。オリコン週間シングルチャート同時発売の「Defection」が15位を獲得したことにより、自身のシングルが2作同時にTOP20入りを果たすのは初の記録となった。
2011年2月9日付のオリコンデイリーチャートで10位を獲得した。同チャートで同時発売の「Defection」が9位を獲得したことにより、茅原の作品としては初となるトップ10に2作同時のランクインとなった。また、茅原のシングルのトップ10入りは「PRECIOUS ONE」から5作連続。

## 批評
CDジャーナルは、「キラキラした雰囲気のシンセサイザーと爽快なダンスビートが特徴の明日を信じる力が沸いてくる曲である。」と評した。

## 収録曲
1. KEY FOR LIFE [5:15]
作詞：こだまさおり、作曲：藤末樹・YUMIKO、編曲：藤末樹
  - インターネットラジオ『茅原実里のradio minorhythm』オープニングテーマ

初めて楽曲を聴いた時の印象は「キラキラしてる楽曲」で、ライブの風景が浮かんだという。また、詞は「やさしい言葉の中に強さが秘めている歌詞」という印象があったので、春から新生活をしていく人を後押しする曲になったと語っている[2]。
曲のイメージは当初、3作目のオリジナルアルバム『Sing All Love』に収録されている「Falling heaven's now」の様な「ふわふわした曲」というイメージであったが、レコーディングを進めていくうちに1作目のオリジナルアルバム『Contact』に収録されている「ふたりのリフレクション」の様な「前向きな曲」というイメージに変わったという[4]。
2. Happy Kaleidoscope [4:08]
作詞：こだまさおり、作曲・編曲：増田武史（Smile Company）
タイトルに「Kaleidoscope」という言葉が入っていることから万華鏡のようなキラキラしたイメージで凄くノリよく可愛らしい曲で女の子の極めて普通の日常を描きつつ、未来へ向かって明日を見つめているような前向きな曲調になっている[5]。
3. ひとりにひとつの永遠 [5:05]
作詞：畑亜貴、作曲・編曲：菊田大介（Elements Garden）
  - インターネットラジオ『茅原実里のradio minorhythm』エンディングテーマ

ウエディングソング。茅原曰く、「大切な人の結婚式の日に歌いたい」と語っている[6]。
自身のファンクラブ『m.s.s』で本楽曲を引っ提げ『みのりんブライダル』という企画が開催され、内容は『m.s.s』のメンバー同士の結婚式に茅原が行き本曲を歌唱するというもので、2011年9月24日に実現した[6]
「Defection」に収録されている楽曲を含めた全6曲の中で最後にレコーディングが行われた[7]。

## 収録作品

### CD
| 楽曲                 | 発売日        | タイトル                                                               | 備考                      |
| -------------------- | ------------- | ---------------------------------------------------------------------- | ------------------------- |
| KEY FOR LIFE         | 2011年8月26日 | Minori Chihara Live Tour 2011 〜Key for Defection〜 LIVE CD+PHOTO BOOK | 1枚目のライブ・アルバム。 |
| KEY FOR LIFE         | 2012年2月29日 | D-Formation                                                            | 4thオリジナルアルバム     |
| Happy Kaleidoscope   | 2011年8月26日 | Minori Chihara Live Tour 2011 〜Key for Defection〜 LIVE CD+PHOTO BOOK | 1枚目のライブ・アルバム。 |
| ひとりにひとつの永遠 | 2011年8月26日 | Minori Chihara Live Tour 2011 〜Key for Defection〜 LIVE CD+PHOTO BOOK | 1枚目のライブ・アルバム。 |
| ひとりにひとつの永遠 | 2013年3月13日 | Minori Chihara B-side Collection                                       | 1枚目のベスト・アルバム。 |

### DVD、Blu-ray Disc
| 発売日         | タイトル                                              | 備考                                                                           |
| KEY FOR LIFE   | KEY FOR LIFE                                          | KEY FOR LIFE                                                                   |
| -------------- | ----------------------------------------------------- | ------------------------------------------------------------------------------ |
| 2012年2月29日  | Minori Chihara Acoustic Live 2011 LIVE DVD/Blu-ray    | 4枚目のオリジナルアルバム『D-Formation』に同梱されたDVD、 Blu-ray Discに収録。 |
| 2012年4月4日   | Message 04                                            | 4作目のミュージッククリップDVD。                                               |
| 2012年7月2日   | Minori Chihara Live 2011 "SUMMER CAMP 3" LIVE Blu-ray | 5作目のライブ・ビデオ。                                                        |
| 2012年11月14日 | Minori Chihara Live 2012 ULTRA-Formation LIVE Blu-ray | 6作目のライブ・ビデオ。                                                        |
| 2013年1月25日  | Minori Chihara Live 2012 ULTRA-Formation LIVE DVD     | 6作目のライブ・ビデオ。                                                        |

## クレジット
| Performed by 茅原実里       | Performed by 茅原実里                       |
| --------------------------- | ------------------------------------------- |
| Producer                    | 斎藤滋（Lantis）                            |
| Mastering Engineer          | 袴田剛史（FLAIR MASTERING WORKS）           |
| Art direction & design      | 鈴木大介                                    |
| Photography                 | 大山ケンジ                                  |
| Styling                     | 川村繭美                                    |
| Hair & Make-up              | 清水恵美子                                  |
| Decorator                   | 横井結湖                                    |
| A&R                         | 岩下由希恵（Lantis）                        |
| Creative producer           | 小島冬樹（Lantis）                          |
| Promotion producer          | 鈴木めぐみ（Lantis）                        |
| Sales promotion producer    | 佐橋計（Lantis）                            |
| Sales promotion             | 臼倉竜太郎（Lantis）                        |
| Executive promoter          | 松村起代子（Lantis）                        |
| Fan Club Staff              | 片野安則                                    |
| Fan Club Staff              | 安田まどか                                  |
| Fan Club Staff              | 橋本葉子                                    |
| Fan Club Staff              | 成田奈穂（ROM SHARING）                     |
| Special thanks              | Elements Garden                             |
| Special thanks              | Smile Company                               |
| Special thanks              | F.M.F                                       |
| Special thanks              | ロデオドライヴ                              |
| Artist Brand Management     | 瀬野大介（avex Planning & Development）     |
| Artist Management Assistant | 大塚裕介（avex Planning & Development）     |
| Artist Management Assistant | 佐々木真理英（avex Planning & Development） |
| Supervisor                  | 本多健二（avex Planning & Development）     |
| Executive supervisor        | 伊藤善之                                    |
| Executive producer          | 井上俊次（Lantis）                          |
| Executive producer          | 青木義人（avex Planning & Development）     |
| Special supporter           | m.s.s members                               |
| Very special thanks         | ALL FANS                                    |

参加ミュージシャン
| KEY FOR LIFE | KEY FOR LIFE         |
| ------------ | -------------------- |
| Guitar       | 奥山明               |
| Mix engineer | 淺野浩伸（Redefine） |

| Happy Kaleidoscope | Happy Kaleidoscope |
| ------------------ | ------------------ |
| All Instruments    | 増田武史           |
| Mix engineer       | 白井康裕           |

| ひとりにひとつの永遠 | ひとりにひとつの永遠   |
| -------------------- | ---------------------- |
| Guitar               | 加藤大祐               |
| Strings              | 大先生室屋ストリングス |
| Mix engineer         | 淺野浩伸（Redefine）   |